# August Ludwig von Schlözer
August Ludwig von Schlözer, född 5 juli 1735 i Gaggstatt, död 9 september 1809 i Göttingen, var en tysk historiker, far till Christian von Schlözer och Dorothea von Rodde-Schlözer, farfar till Kurd von Schlözer.
Han vistades som lärare 1755-57 i Stockholm och Uppsala, senare några år i Ryssland och blev 1769 professor i historia och statistik i Göttingen. Han utgav en edition av Nestorskrönikan i tysk översättning. 
År 1771 hävdade han att tillförlitliga källor inte tillät att följa Sveriges inhemska historia längre tillbaka än till 800-talet e.Kr. Schlözer fick efterföljare i Friedrich Rühs, professor vid det svenska universitetet i Greifswald. 
Bägges forskningar i Sveriges äldsta historia ledde till omstörtande resultat. De slog långt ifrån igenom. Samtida ledande svensk historieskrivning tog bestämt avstånd från dem. Schlözer och Rühs betraktades som forskare med brist på historiskt sinne, deras uppfattningar som utslag av hyperkritik. 
Trots detta har Schlözers och Rühs uppfattningar inte varit utan inflytande på svensk historieskrivning. Erik Gustaf Geijer påverkades av dem. Schlözer har även starkt påverkat Henrik Gabriel Porthan, "den finska historieskrivningens fader".
Schlözer invaldes 1767 som utländsk ledamot nummer 60 av Kungliga Vetenskapsakademien. Bland hans skrifter återfinns Schwedische Biographie, som innehåller översättningar och sammandrag av tidigare tryckta svenska biografier, likpredikningar och dylikt.